# Leipziger Vokalquartette
An der Wende vom 19. zum 20. Jahrhundert formierten sich in Leipzig mehrere A-cappella-Gesangsquartette. Es gab alle denkbaren Besetzungen, wie das reine Männerquartett, das Damenquartett und das gemischte Soloquartett. Einige gaben sich auch den verpflichtenden Namen Leipziger Vokalquartett.

## Geschichte
Ende des 19. Jahrhunderts wurde die Kammermusik um eine Darbietung bereichert, es formierten sich Sologesangsquartette. Konzertsänger fanden sich zum gemeinsamen Singen zusammen und gründeten an verschiedenen Orten Europas Vokalquartette, die sich häufig auch mit den Ortsnamen ihrer künstlerischen Herkunft schmückten, wie das Berliner Vokalquartett (1906 bis etwa 1911), das Soloquartett der Münchner Hofoper oder das Berliner Nebe-Quartett. Diese neue Gattung der Kammermusik fand zunehmend aufmerksame Zuhörer. Das Singen in einer kleinen Gruppe ist besonders anspruchsvoll und erfordert eine sehr anpassungsfähige, nuancenreiche Stimme, die sich im Ensemblegesang einfügen, anpassen und auch unterordnen kann.
Vorzugsweise pflegten ausgebildete Berufssänger diese neue Kammermusikgattung. Oftmals waren es an Opernhäusern engagierte Künstler, die sich während ihres Engagements zum gemeinsamen Quartettgesang zusammenfanden und ihre Gage aufbesserten.
Im Verlauf des 19. Jahrhunderts entwickelte sich Leipzig zu einer prosperierenden Großstadt. Die Bevölkerung wuchs rasant und verlangte nach mehr Vergnügungen und neuem Zeitvertreib. Neben der Möglichkeit der Mitgliedschaft in einer Vielzahl von Vereinen unterschiedlichster Betätigungsfelder erlebte dabei auch der Chorgesang einen ungeahnten Aufschwung. Die Laienchöre gaben anspruchsvolle Konzerte. Solistische Gesangspartien übernahmen in der Regel qualifizierte Sänger aus den eigenen Reihen oder sie engagierten professionelle Künstler.
Die Laienchöre führten Singspiele zum eigenen Spaß und dem ihres Publikums auf. In den Gesangsvereinen gab es neben den Bestrebungen um einen klanglich guten Chorgesang auch frühzeitig, noch vor der Wende vom 19. zum 20. Jahrhundert, Bemühungen, ein Vokalquartett, oder mehr oder weniger ambitioniert, ein Doppelquartett aufzustellen. Die Auftritte der chorinternen Quartette im Rahmen eines Chorkonzertes waren eine interessante Bereicherung der Konzerte und zeigten die Vielfalt der künstlerischen Möglichkeiten im Verein. Sie pflegten die Tradition des Ständchens, eines kleinen Vortrags des Gesangsquartettes anlässlich von Jubiläen, runden Geburtstagen oder ähnlichen Anlässen und beförderten das Vereinsleben. Allerdings konnten die vereinsinternen Quartette der Laienchöre selten den Herausforderungen öffentlicher Auftritte bestehen.
Durch die Bestrebungen aus der großen Chortradition Leipzigs heraus einen guten Quartettgesang zu etablieren, ergab sich eine Leipziger Besonderheit, die etwa einhundert Jahre Bestand hatte. Im Chorgesang geschulte und solistisch befähigte Sänger aus Leipziger Laienchören vereinigten sich mit konservatorisch ausgebildeten Berufssängerinnen und -sängern zu semiprofessionellen Vokalquartetten. Die Sänger mussten aus wirtschaftlichen Gründen weiterhin ihren Beruf ausüben. Es beförderte den Beginn eines bescheidenen Mäzenatentums, ohne das auch die heutige Musikhochkultur nicht bestehen kann. Einige von diesen semiprofessionellen Leipziger Quartetten erreichten durch ihre lange Zusammenarbeit beachtliche Erfolge, die professionellen Quartetten nahe kamen, in manchen Fällen ebenbürtig waren und ihr Publikum begeisterten. Die breite Kultur des Quartettgesangs Leipzigs in der Vergangenheit ist somit auch Wegbereiter für die heutige Leipziger A-cappella-Szene.
Manche Quartette, professionelle und semiprofessionelle, zeichneten sich durch niveauvolle, künstlerische Darbietungen aus und hinterließen Spuren in der Leipziger Musikgeschichte. Einige Ensembles schmückten sich mit dem Namen ihrer künstlerischen Heimat:
- Leipziger Soloquartett für Kirchengesang (1885 bis etwa 1925)
- Soloquartett „Mendelssohn“ (1889 bis etwa 1928)
- Leipziger Vokalquartett 1903 (bis etwa 1905)
- Leipziger Damen-Vokalquartett (1904 bis etwa 1908)
- Kirchl-Quartett, Männerquartett des Leipziger Männerchores (1909–1910)
- Leipziger Vokal-Quartett 1909 (bis 1938)
- Rosenthal-Quartett (1917 bis etwa 1933)
- Leipziger „Siegenbachsches Vokalquartett“ (1923 bis etwa 1929)
- Volksliedquartett des Senders Leipzig (1955–1970)[2]
- Leipziger Vokalquartett (1980–1993)[3]

Das Repertoire der Quartette war breit gefächert. Es umfasste Madrigale, Lieder über alle Stilepochen bis zur zeitgenössischen Gesangsliteratur, besondere Themenprogramme, solistische Aufgaben in Oratorien, Messen und natürlich Volkslieder. Vertonte Verse der Dichter der Klassik und Romantik waren auch schon damals beim Publikum sehr beliebt.
Die lokale Musikgeschichte Leipzigs hat von den Leipziger Vokalquartetten im 19. und 20. Jahrhundert nur wenig Notiz genommen, deren Wirken fast vergessen. Einige erreichten ein sehr hohes künstlerisches Niveau, so dass sie Konzerte im In- und Ausland, das Soloquartett für Kirchengesang sogar auf anderen Kontinenten, geben konnten.
In den 1980er und 1990er Jahren bildete sich in Leipzig, ausgehend von den solistisch befähigten und hervorragend ausgebildeten Sängerinnen und Sängern an der Hochschule für Musik und Theater Leipzig, des Leipziger Rundfunkchores und aus Absolventen des Thomanerchores eine neue, moderne klassische A-cappella-Gesangskultur heraus. Erwähnenswert sind dabei unter anderem das Vokalquartett des Leipziger Rundfunkchores (1980–1992), die preisgekrönten Ensembles amarcord (gegründet 1992), Calmus (gegründet 1999) und das Damenensemble Sjaella (gegründet 2005), die für einen frischen, neuen Ruhm Leipzigs als Hochburg des A-cappella-Gesangs sorgen.
Das Männer-Quintett amarcord veranstaltet seit Jahren ein Internationales Festival für Vokalmusik a-cappella in Leipzig, das immer wieder Ensembles aus aller Welt nach Leipzig führt. Der Erfolg des Festivals legt Zeugnis davon ab, welchen herausragenden Ruf der Leipziger A-cappella-Gesang erreicht hat.